# Энергетическая сверхдержава
«Энергети́ческая сверхдержа́ва» — идеологическая концепция об усилении влияния России, связанном с высокими ценами на углеводороды. Обозначение России как «энергетической сверхдержавы» обычно подразумевает, что Россия влияет на мировые цены на энергоносители, а потому приобретает важное место в мировой экономике и обеспечивает приток валюты в страну.
Термин «энергетическая сверхдержава» происходит от понятия «сверхдержавы» периода Холодной войны. Термин «энергетическая сверхдержава» был впервые использован политологом Дмитрием Орловым в январе 2006 года в статье, в которой он обсуждал концепцию развития России в качестве «лидера мировой энергетики», предложенную президентом России Владимиром Путиным в декабре 2005 года.
Появление концепции связано с ростом цен на энергоносители, начавшимся в 1999 году, и происходило в рамках подготовки председательства России в «Большой восьмёрке» в 2006 году, центральной темой которого должны были стать глобальная энергетическая безопасность и место России в ней.
Термин стал активно использоваться представителями российских властей и журналистами и применялся вплоть до падения цены на нефть зимой 2008—2009 годов. Экономист Пётр Калугин пишет, что провластные авторы используют термин «экономическая сверхдержава» в качестве сублимации имперских амбиций России, а либеральные авторы используют его с сарказмом и критикуют.
По мнению экономиста Леонида Григорьева, «энергетическая сверхдержава» — это временная концепция для периода, в который сверхдоходы от углеводороводов используются для превращения России в «нормальную европейскую рыночную демократию». По мнению политолога Дмитрия Орлова, сырьевой модели «энергетической сверхдержавы» в ходе непрерывного увеличения доли обрабатывающих отраслей в ВВП не позднее 2025 года должна прийти на смену другая, инновационная, модель российской экономики.